# Dupniza
Dupniza [ˈdupnitsɐ] (auch Dupnitsa geschrieben, bulgarisch Дупница) ist eine Stadt in Westbulgarien an den nordwestlichen Ausläufern des Rilagebirges, 60 km südlich von Sofia. Dupniza ist nach Kjustendil die zweitgrößte Stadt in der Oblast Kjustendil. Die Stadt ist das administrative Zentrum der Gemeinde Dupniza.
Durch die Stadt fließen die Flüsse Bistriza, Dscherman, Dschubrena und Otowiza.

## Geschichte

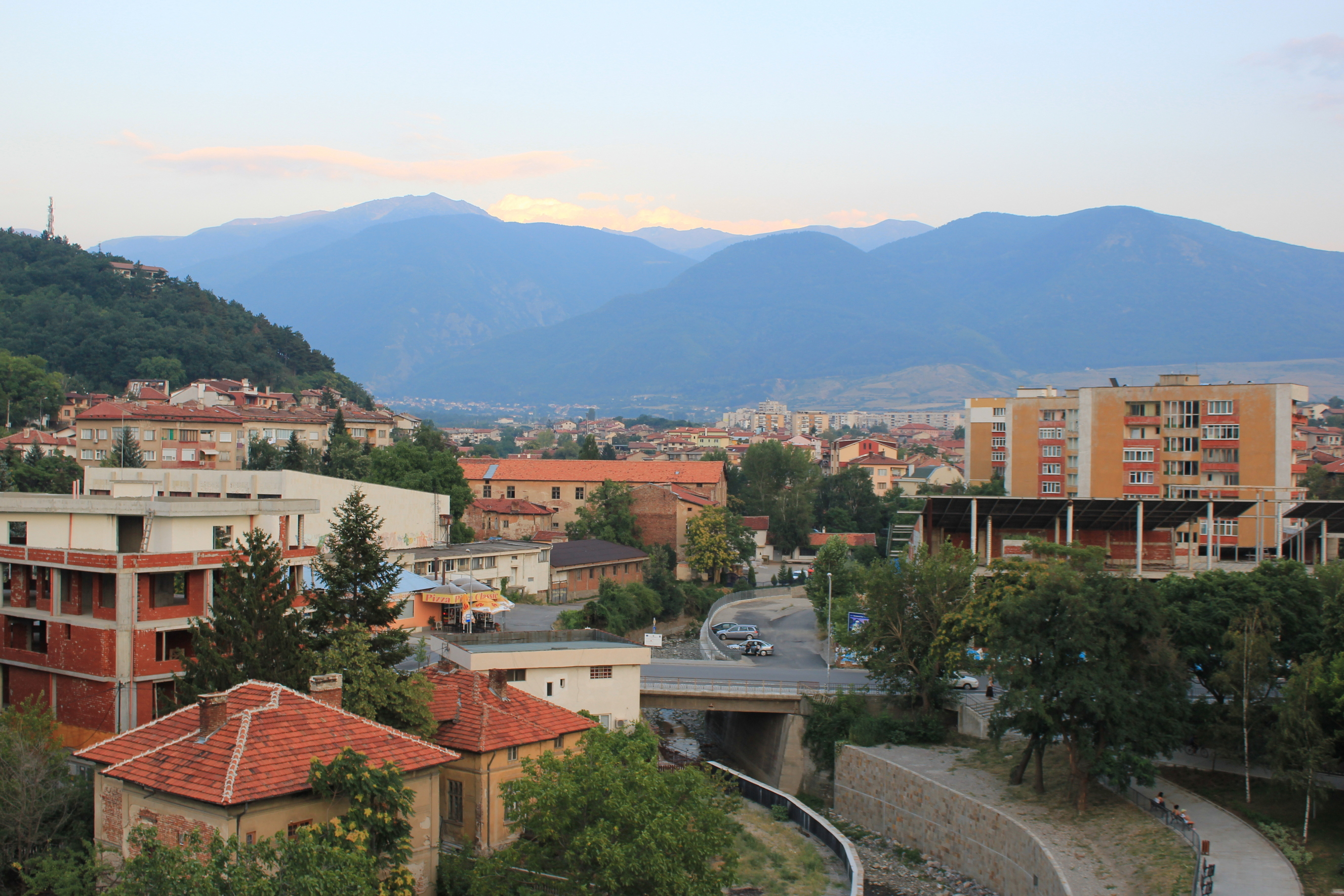
Blick über die Stadt mit dem Rila-Gebirge im Hintergrund

Die Stadt existierte bereits im Altertum. Früher war sie unter den Namen Tobiniza, Doupla und Darbiniza bekannt. Den jetzigen Namen hat sie seit der Befreiung von der osmanischen Herrschaft im Jahr 1878. Von 1948 bis März 1992 hieß die Stadt Stanke Dimitrow (Станке Димитров) nach dem gleichnamigen Antifaschisten, der von 1889 bis 1944 lebte. Zwischen 1949 und 1950 hatte die Stadt den Kampfnamen Marek, nach Dimitrows Marek.
In der Nähe der Stadt liegt die Gegend Rasmetaniza (Разметаница), wo der Legende nach Zar Samuil seinen Bruder Aaron getötet hat. Nach der Befreiung von den Osmanen war die Region Dupniza Grenzgebiet und Grenzübergang zum Osmanischen Reich.
Seit dem Ende der staatssozialistischen Ära in Bulgarien konnte sich in Dupniza eine organisierte Kriminalität unter Führung der als Galevi-Brüder bekannten ehemaligen Polizisten Plamen Galew (Пламен Галев) und Angel Christow etablieren. Die Galevi-Brüder bewarben sich 2009 um einen Sitz im Bulgarischen Parlament, während sie eine sechsmonatige Haftstrafe verbüßten, unter anderem wegen des Verdachts auf Schutzgelderpressung.
Seit 2008 ist die Dupniza Namensgeber für den Dupnitsa Point, eine Landspitze von Smith Island in der Antarktis.
Anfang Dezember 2010 überfluteten die Flüsse Bistriza und Dscherman weite Teile der Stadt.

## Sehenswürdigkeiten

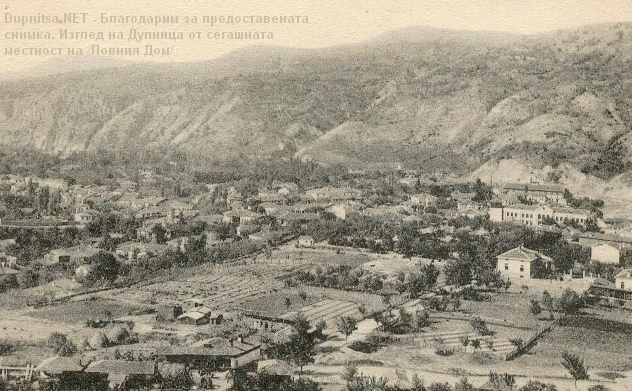
Dupniza 1908

In Dupniza befindet sich eine Moschee, die während der osmanischen Zeit auf den Fundamenten einer Kirche erbaut wurde. Sie ist eine der ältesten Moscheen in Bulgarien und ist heute das „Haus der Kunst“. Nach dem Ende der osmanischen Herrschaft wurde das Minarett von den Bulgaren zerstört, die zu 99 Prozent der orthodoxen Kirche angehörten.
Ein wichtiger Teil des religiösen Erbes der Region ist das Rilakloster, dessen Haupteingang den Namen Dupniza-Pforte trägt. Das 16 km südwestlich des Ortes gelegene Kloster Ruen wurde in den 2000er Jahren geweiht.
In der Stadt gibt es drei orthodoxe Kirchen:
- Sweti Georgi Pobedonosez (Свети Георги Победоносец)
- Sweti Nikola (Свети Никола)
- Pokrow Bogoroditschen (Покров Богородичен).

Oberhalb der Stadt liegt die Kapelle Sweti Spas (bulg. Свети Спас).

## Söhne und Töchter der Stadt
- Christaki Pawlowitsch Dupnitschanin (Христаки Павлович Дупничанин) (1804–1848), Lehrer und Schriftsteller
- Todor Samodumow (1878–1957), Pädagoge
- Stanke Dimitrow (1889–1944), Antifaschist
- Georgi Nadschakow (1896–1981), Physiker
- Wioleta Jakowa (1923–1944), bulgarische Widerstandskämpferin
- Rosa Dimowa (1936–2012), Skilangläuferin
- Georgi Kitow (1943–2008), Archäologe und Thrakologe
- Swetoslaw Malinow (* 1968), Mitglied des EU-Parlaments
- Mario Kirew (* 1989), Fußballspieler
- Walentina Dimitrowa (* 2003), Biathletin

## Sport
In Dupniza ist der Volleyballklub Marek Union-Ivkoni Dupniza beheimatet, der in der 1. bulgarischen Volleyballliga spielt.
Der örtliche Fußballklub heißt Marek Dupniza.